# Region Ica
Die Region Ica [ˈika] (span. Región Ica, Quechua Ika suyu) ist eine Verwaltungsregion im südwestlichen Peru. Auf einer Fläche von 21.305 km² leben 787.200 Menschen (2015). Die Hauptstadt ist Ica, die zugleich Hauptstadt der gleichnamigen Provinz ist. Die Region sowie die Hauptstadt wurden nach dem Fluss Río Ica benannt.

## Provinzen
Die Region Ica ist in fünf Provinzen und 43 Distrikte unterteilt.
| Provinz | Hauptstadt   |
| ------- | ------------ |
| Chincha | Chincha Alta |
| Pisco   | Pisco        |
| Ica     | Ica          |
| Palpa   | Palpa        |
| Nasca   | Nasca        |

## Geographie

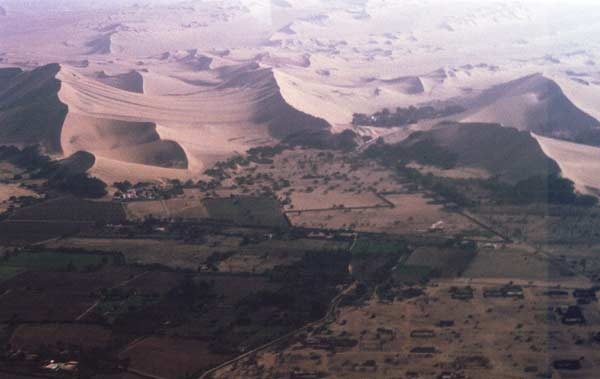
Costa bei Ica

In der an der Küste des Pazifiks gelegenen Region gibt es viele Wüstengebiete. Vor der Küste sind einige Inseln vorgelagert, unter anderem Chincha, San Gallán, Ballestas, Independencia und Santa Rosa.

## Klima
In Ica herrscht ein wüstenreiches, tropisch trockenes Klima mit einer Durchschnittstemperatur von 22 °C. Anders als die Zentralküste (wie von Ancash und Lima) ist das Klima in Ica während der Wintermonate sehr sonnig und trocken. Nicht zu vergessen sind die Nächte, die mit 7–8 °C in Ica sehr kalt werden können. Der Sommer in Ica ist heißer und trockener als im Rest der Peruanischen Zentralküste und kann eine Temperatur von 36 °C erreichen.

## Sehenswürdigkeiten

### Pisco
Pisco ist die wichtigste Hafenstadt in Ica. Sie war die Heimat der Paracas-Kultur, einer vorkolumbischen Kultur. Vor der Stadt liegt die Paracas-Bucht, auch das Paracas-Museum ist sehenswert.

### Paracas
Das Nationalreservat Paracas beherbergt eine große Menge von Mähnenrobben, Blaufußtölpeln, Pelikanen, Pinguinen und anderen Meeressäugern und Seevögeln.

### Nazca
Die Nazca sind ein weiteres vorkolumbisches Kulturvolk, sie haben im Wüstensand der Pampa Colorada der Provinz Nazca beeindruckende geometrische Muster und Linien von immenser Größe hinterlassen, die heute als Nazca-Linien bekannt sind.